# Крест-Гілл (Іллінойс)
Крест-Гілл (англ. Crest Hill) — місто (англ. city) в США, в окрузі Вілл штату Іллінойс. Населення — 20 459 осіб (2020).

## Географія
Крест-Гілл розташований за координатами 41°34′26″ пн. ш. 88°6′40″ зх. д. / 41.57389° пн. ш. 88.11111° зх. д. (41.573771, -88.111025).  За даними Бюро перепису населення США в 2010 році місто мало площу 23,75 км², з яких 23,40 км² — суходіл та 0,35 км² — водойми.

## Демографія
Згідно з переписом 2010 року, у місті мешкало 20 837 осіб у 7269 домогосподарствах у складі 4599 родин. Густота населення становила 877 осіб/км².  Було 7704 помешкання (324/км²).
Расовий склад населення:
| - 67,5 % — білих - 21,8 % — чорних або афроамериканців - 2,5 % — азіатів - 0,3 % — корінних американців - 5,8 % — осіб інших рас |

До двох чи більше рас належало 2,2 %. Частка іспаномовних становила 17,9 % від усіх жителів.
За віковим діапазоном населення розподілялося таким чином: 20,2 % — особи молодші 18 років, 65,8 % — особи у віці 18—64 років, 14,0 % — особи у віці 65 років та старші. Медіана віку мешканця становила 35,9 року. На 100 осіб жіночої статі у місті припадало 126,3 чоловіків;  на 100 жінок у віці від 18 років та старших — 131,3 чоловіків також старших 18 років.
Середній дохід на одне домашнє господарство  становив 60 465 доларів США (медіана — 50 629), а середній дохід на одну сім'ю — 70 460 доларів (медіана — 63 609). Медіана доходів становила 46 357 доларів для чоловіків та 36 929 доларів для жінок. За межею бідності перебувало 12,4 % осіб, у тому числі 20,4 % дітей у віці до 18 років та 8,4 % осіб у віці 65 років та старших.
Цивільне працевлаштоване населення становило 8047 осіб. Основні галузі зайнятості: освіта, охорона здоров'я та соціальна допомога — 21,8 %, виробництво — 14,0 %, роздрібна торгівля — 13,8 %.